# Valovni paket
Valovni paket je kratek prostorsko in časovno omejen sistem valovanja, ki potuje kot enota. Porazdelitev frekvenc v valovnem paketu lahko določimo s Fourierjevo analizo. Valovanje v valovnem paketu je sestavljeno (superpozicija) valovanje, ki ga sestavlja večje število enostavnih valov. Amplituda valovanja je večja od nič samo v prostorsko omejenem področju. 
Z valovnim paketom se v kvantni mehaniki opiše verjetnostni val, ki opisuje verjetnost, da se najdejo osnovni delec na določenem mestu. V tem je valovni paket podoben valovni funkciji. V realnem svetu obstajajo z valovi, ki imajo trajajo končno število časovnih enot in so krajevno omejeni. Idealizirani valovi, kot so običajno opisani, pa bi trajali neskončno časa in bi bili tudi krajevno neomejeni. Če se uporabi pojem valovnega paketa, ki ga sestavlja neskončno število monokromatskih valov z različnimi valovnimi števili in frekvencami, se lahko opišejo tudi druge oblike in načine valovanja. 

## Matematične osnove
Če je valovna enačba
{\displaystyle {\partial ^{2}u \over \partial t^{2}}=c^{2}{\nabla ^{2}u}}
kjer je 
- {\displaystyle c\,} hitrost širjenja valovanja
- {\displaystyle \nabla \,} nabla

dobimo za enačbo vala
{\displaystyle u(\mathbf {x} ,t)=e^{i{(\mathbf {k\cdot x} }-\omega t)}}
kjer je
- {\displaystyle |\mathbf {k} |={\frac {\omega }{c}}} absolutna vrednost valovnega vektorja
- {\displaystyle \omega ^{2}=|\mathbf {k} |^{2}c^{2}\,} krožna frekvenca
- {\displaystyle |\mathbf {k} |^{2}=k_{x}^{2}+k_{y}^{2}+k_{z}^{2}.}

Če poenostavimo, da se val giblje samo v eni razsežnosti, lahko zapišemo :
{\displaystyle u(x,t)=Ae^{i(kx-\omega t)}+Be^{-i(kx+\omega t)},\,}
Valovni paket je lokalna motnja, ki je sestavljena iz mnogih različnih valovanj.  Kadar je valovni paket strogo lokaliziran, je potrebno večje število osnovnih (elementarnih) valov, da dobimo paket samo na ozkem področju, drugje pa ne sme biti valovanja. V tem primeru lahko zapišemo za valovno funkcijo, ki opisuje valovni paket, kot
{\displaystyle u(x,t)={\frac {1}{\sqrt {2\pi }}}\int _{-\infty }^{\,\infty }A(k)~e^{i(kx-\omega (k)t)}\,dk}.
Podobno kot pri ravninskem valovanju, val potuje proti desni, kadar je {\displaystyle \scriptstyle \omega (k)=kc} in proti levi strani, kadar velja {\displaystyle \scriptstyle \omega (k)=-kc}.
Zvezo {\displaystyle \scriptstyle \omega (k)=kc} imenujemo zakon disperzije.